# 6 Hours of Imola 2025

Tor Autodromo Enzo e Dino Ferrari

6 Hours of Imola 2025 – długodystansowy wyścig samochodowy, który odbył się 20 kwietnia 2025 roku jako druga runda sezonu 2025 serii FIA World Endurance Championship.

## Uczestnicy
Lista startowa została opublikowana 4 kwietnia 2025 roku i zawierała 36 zgłoszeń w 2 kategoriach – po 18 w Hypercar oraz LMGT3.
W porównaniu do poprzedniej rundy zaszły trzy zmiany. Dwiema z nich jest skorzystanie z dwuosobowych załóg przez Aston Martin THOR Team, Harry Tincknell i Tom Gamble pojechali w aucie #007, natomiast Alex Riberas i Marco Sørensen stanowili obsadę załogi #009. Trzecia zmiana była spowodowana kontuzją Bena Barnicoata, który został zastąpiony przez Estebana Massona w załodze #78 Akkodis ASP Team.

## Harmonogram
| Dzień                  | Godzina | Sesja                                     | Długość  |
| ---------------------- | ------- | ----------------------------------------- | -------- |
| Piątek, 18 kwietnia    | 11:15   | Pierwsza sesja treningowa                 | 90 minut |
| Piątek, 18 kwietnia    | 16:00   | Druga sesja treningowa                    | 90 minut |
| Sobota, 19 kwietnia    | 10:40   | Trzecia sesja treningowa                  | 60 minut |
| Sobota, 19 kwietnia    | 14:30   | Sesja kwalifikacyjna – LMGT3              | 12 minut |
| Sobota, 19 kwietnia    | 14:50   | Sesja kwalifikacyjna Hyperpole – LMGT3    | 10 minut |
| Sobota, 19 kwietnia    | 15:10   | Sesja kwalifikacyjna – Hypercar           | 12 minut |
| Sobota, 19 kwietnia    | 15:30   | Sesja kwalifikacyjna Hyperpole – Hypercar | 10 minut |
| Niedziela, 20 kwietnia | 13:00   | Wyścig                                    | 6 godzin |
| Źródło                 |         |                                           |          |

## Sesje treningowe
| Klasa          | Zespół                | Samochód         | Czas           | Okr.           |
| Sesja pierwsza | Sesja pierwsza        | Sesja pierwsza   | Sesja pierwsza | Sesja pierwsza |
| -------------- | --------------------- | ---------------- | -------------- | -------------- |
| Hypercar       | #83 AF Corse          | Ferrari 499P     | 1:32,065       | 45             |
| LMGT3          | #31 The Bend Team WRT | BMW M4 LMGT3     | 1:43,330       | 43             |
| Sesja druga    |                       |                  |                |                |
| Hypercar       | #51 Ferrari AF Corse  | Ferrari 499P     | 1:31,040       | 51             |
| LMGT3          | #87 Akkodis ASP Team  | Lexus RC F LMGT3 | 1:42,944       | 41             |
| Sesja trzecia  |                       |                  |                |                |
| Hypercar       | #51 Ferrari AF Corse  | Ferrari 499P     | 1:30,272       | 23             |
| LMGT3          | #78 Akkodis ASP Team  | Lexus RC F LMGT3 | 1:42,852       | 22             |

## Kwalifikacje
Pole position w każdej kategorii oznaczone jest pogrubieniem. Najszybsze okrążenie w sesjach kwalifikacyjnych również oznaczone jest pogrubieniem.
| Poz.   | Klasa    | Zespół                       | Kwalifikacje | Hyperpole | Poz. s. |
| ------ | -------- | ---------------------------- | ------------ | --------- | ------- |
| 1      | Hypercar | #51 Ferrari AF Corse         | 1:29,623     | 1:28,920  | 1       |
| 2      | Hypercar | #83 AF Corse                 | 1:29,993     | 1:29,678  | 2       |
| 3      | Hypercar | #15 BMW M Team WRT           | 1:30,375     | 1:29,885  | 3       |
| 4      | Hypercar | #8 Toyota Gazoo Racing       | 1:30,534     | 1:30,042  | 4       |
| 5      | Hypercar | #7 Toyota Gazoo Racing       | 1:30,477     | 1:30,043  | 5       |
| 6      | Hypercar | #36 Alpine Endurance Team    | 1:30,663     | 1:30,190  | 6       |
| 7      | Hypercar | #93 Peugeot TotalEnergies    | 1:30,833     | 1:30,301  | 7       |
| 8      | Hypercar | #35 Alpine Endurance Team    | 1:30,794     | 1:30,305  | 8       |
| 9      | Hypercar | #12 Cadillac Hertz Team JOTA | 1:30,497     | 1:30,448  | 9       |
| 10     | Hypercar | #6 Porsche Penske Motorsport | 1:30,704     | 1:30,815  | 10      |
| 11     | Hypercar | #94 Peugeot TotalEnergies    | 1:30,848     |           | 11      |
| 12     | Hypercar | #5 Porsche Penske Motorsport | 1:30,862     |           | 12      |
| 13     | Hypercar | #20 BMW M Team WRT           | 1:30,970     |           | 13      |
| 14     | Hypercar | #99 Proton Competition       | 1:31,382     |           | 14      |
| 15     | Hypercar | #38 Cadillac Hertz Team JOTA | 1:31,925     |           | 15      |
| 16     | Hypercar | #007 Aston Martin THOR Team  | 1:31,963     |           | 16      |
| 17     | Hypercar | #009 Aston Martin THOR Team  | 1:32,853     |           | 17      |
| 18     | Hypercar | #50 Ferrari AF Corse         | 1:46,400     |           | 18      |
| 19     | LMGT3    | #46 Team WRT                 | 1:42,731     | 1:42,355  | 19      |
| 20     | LMGT3    | #87 Akkodis ASP Team         | 1:44,298     | 1:42,661  | 20      |
| 21     | LMGT3    | #27 Heart Of Racing Team     | 1:43,994     | 1:42,703  | 21      |
| 22     | LMGT3    | #21 Vista AF Corse           | 1:43,498     | 1:42,920  | 22      |
| 23     | LMGT3    | #78 Akkodis ASP Team         | 1:43,525     | 1:43,132  | 23      |
| 24     | LMGT3    | #88 Proton Competition       | 1:44,107     | 1:43,152  | 24      |
| 25     | LMGT3    | #92 Manthey 1ST Phorm        | 1:44,272     | 1:43,376  | 25      |
| 26     | LMGT3    | #95 United Autosports        | 1:43,625     | 1:43,413  | 26      |
| 27     | LMGT3    | #59 United Autosports        | 1:43,912     | 1:43,721  | 27      |
| 28     | LMGT3    | #81 TF Sport                 | 1:44,307     | 1:43,807  | 28      |
| 29     | LMGT3    | #54 Vista AF Corse           | 1:44,348     |           | 29      |
| 30     | LMGT3    | #31 The Bend Team WRT        | 1:44,376     |           | 30      |
| 31     | LMGT3    | #77 Proton Competition       | 1:44,412     |           | 31      |
| 32     | LMGT3    | #85 Iron Dames               | 1:44,440     |           | 32      |
| 33     | LMGT3    | #10 Racing Spirit of Léman   | 1:44,591     |           | 33      |
| 34     | LMGT3    | #33 TF Sport                 | 1:44,963     |           | 34      |
| 35     | LMGT3    | #60 Iron Lynx                | 1:46,619     |           | 35      |
| 36     | LMGT3    | #61 Iron Lynx                | 1:46,636     |           | 36      |
| Źródła |          |                              |              |           |         |

## Wyścig

### Wyniki
Minimum do bycia sklasyfikowanym (70 procent dystansu pokonanego przez zwycięzców wyścigu) wyniosło 148 okrążeń. Zwycięzcy klas są oznaczeni pogrubieniem.
| Poz.          | Klasa                    | Zespół                                   | Kierowcy                                              | Samochód                       | Opony | Okr. | Czas/Strata  |
| ------------- | ------------------------ | ---------------------------------------- | ----------------------------------------------------- | ------------------------------ | ----- | ---- | ------------ |
| 1             | Hypercar                 | #51 Ferrari AF Corse                     | Alessandro Pier Guidi James Calado Antonio Giovinazzi | Ferrari 499P                   | M     | 212  | 6:00:28,365  |
| 2             | Hypercar                 | #20 BMW M Team WRT                       | René Rast Robin Frijns Sheldon van der Linde          | BMW M Hybrid V8                | M     | 212  | +8,490       |
| 3             | Hypercar                 | #36 Alpine Endurance Team                | Jules Gounon Frédéric Makowiecki Mick Schumacher      | Alpine A424                    | M     | 212  | +12,450      |
| 4             | Hypercar                 | #83 AF Corse                             | Robert Kubica Yifei Ye Philip Hanson                  | Ferrari 499P                   | M     | 212  | +20,597      |
| 5             | Hypercar                 | #8 Toyota Gazoo Racing                   | Sébastien Buemi Brendon Hartley Ryō Hirakawa          | Toyota GR010 Hybrid            | M     | 212  | +23,210      |
| 6             | Hypercar                 | #15 BMW M Team WRT                       | Dries Vanthoor Raffaele Marciello Kevin Magnussen     | BMW M Hybrid V8                | M     | 212  | +25,516      |
| 7             | Hypercar                 | #7 Toyota Gazoo Racing                   | Mike Conway Kamui Kobayashi Nyck de Vries             | Toyota GR010 Hybrid            | M     | 212  | +31,478      |
| 8             | Hypercar                 | #6 Porsche Penske Motorsport             | Kévin Estre Laurens Vanthoor Matt Campbell            | Porsche 963                    | M     | 212  | +41,280      |
| 9             | Hypercar                 | #93 Peugeot TotalEnergies                | Paul di Resta Mikkel Jensen Jean-Éric Vergne          | Peugeot 9X8                    | M     | 212  | +50,904      |
| 10            | Hypercar                 | #12 Cadillac Hertz Team JOTA             | Alex Lynn Norman Nato Will Stevens                    | Cadillac V-Series.R            | M     | 212  | +53,300      |
| 11            | Hypercar                 | #5 Porsche Penske Motorsport             | Julien Andlauer Michael Christensen Mathieu Jaminet   | Porsche 963                    | M     | 212  | +1:14,220    |
| 12            | Hypercar                 | #94 Peugeot TotalEnergies                | Loïc Duval Malthe Jakobsen Stoffel Vandoorne          | Peugeot 9X8                    | M     | 212  | +1:15,285    |
| 13            | Hypercar                 | #35 Alpine Endurance Team                | Paul-Loup Chatin Ferdinand Habsburg Charles Milesi    | Alpine A424                    | M     | 212  | +1:16,135    |
| 14            | Hypercar                 | #99 Proton Competition                   | Neel Jani Nico Pino Nicolás Varrone                   | Porsche 963                    | M     | 212  | +1:17,150    |
| 15            | Hypercar                 | #50 Ferrari AF Corse                     | Antonio Fuoco Miguel Molina Nicklas Nielsen           | Ferrari 499P                   | M     | 211  | +1 okrążenie |
| 16            | Hypercar                 | #38 Cadillac Hertz Team JOTA             | Earl Bamber Sébastien Bourdais Jenson Button          | Cadillac V-Series.R            | M     | 210  | +2 okrążenia |
| 17            | Hypercar                 | #009 Aston Martin THOR Team              | Alex Riberas Marco Sørensen                           | Aston Martin Valkyrie          | M     | 208  | +4 okrążenia |
| 18            | Hypercar                 | #007 Aston Martin THOR Team              | Harry Tincknell Tom Gamble                            | Aston Martin Valkyrie          | M     | 208  | +4 okrążenia |
| 19            | LMGT3                    | #92 Manthey 1ST Phorm                    | Ryan Hardwick Riccardo Pera Richard Lietz             | Porsche 911 GT3 R LMGT3 (992)  | G     | 193  | +19 okrążeń  |
| 20            | LMGT3                    | #46 Team WRT                             | Ahmad Al Harthy Valentino Rossi Kelvin van der Linde  | BMW M4 LMGT3                   | G     | 193  | +19 okrążeń  |
| 21            | LMGT3                    | #78 Akkodis ASP Team                     | Arnold Robin Finn Gehrsitz Esteban Masson             | Lexus RC F LMGT3               | G     | 193  | +19 okrążeń  |
| 22            | LMGT3                    | #87 Akkodis ASP Team                     | Răzvan Umbrărescu Clemens Schmid José María López     | Lexus RC F LMGT3               | G     | 193  | +19 okrążeń  |
| 23            | LMGT3                    | #54 Vista AF Corse                       | Thomas Flohr Francesco Castellacci Davide Rigon       | Ferrari 296 LMGT3              | G     | 192  | +20 okrążeń  |
| 24            | LMGT3                    | #81 TF Sport                             | Tom van Rompuy Rui Andrade Charlie Eastwood           | Corvette Z06 LMGT3.R           | G     | 192  | +20 okrążeń  |
| 25            | LMGT3                    | #33 TF Sport                             | Ben Keating Jonny Edgar Daniel Juncadella             | Corvette Z06 LMGT3.R           | G     | 192  | +20 okrążeń  |
| 26            | LMGT3                    | #85 Iron Dames                           | Célia Martin Rahel Frey Michelle Gatting              | Porsche 911 GT3 R LMGT3 (992)  | G     | 192  | +20 okrążeń  |
| 27            | LMGT3                    | #95 United Autosports                    | Darren Leung Sean Gelael Marino Satō                  | McLaren 720S LMGT3 Evo         | G     | 192  | +20 okrążeń  |
| 28            | LMGT3                    | #77 Proton Competition                   | Bernardo Sousa Ben Tuck Benjamin Barker               | Ford Mustang LMGT3             | G     | 192  | +20 okrążeń  |
| 29            | LMGT3                    | #10 Racing Spirit of Léman               | Derek DeBoer Eduardo Barrichello Valentin Hasse-Clot  | Aston Martin Vantage AMR LMGT3 | G     | 192  | +20 okrążeń  |
| 30            | LMGT3                    | #31 The Bend Team WRT                    | Yasser Shahin Timur Bogusławskij Augusto Farfus       | BMW M4 LMGT3                   | G     | 191  | +21 okrążeń  |
| 31            | LMGT3                    | #61 Iron Lynx                            | Christian Ried Lin Hodenius Maxime Martin             | Mercedes-AMG LMGT3             | G     | 191  | +21 okrążeń  |
| 32            | LMGT3                    | #59 United Autosports                    | James Cottingham Sébastien Baud Grégoire Saucy        | McLaren 720S LMGT3 Evo         | G     | 191  | +21 okrążeń  |
| 33            | LMGT3                    | #60 Iron Lynx                            | Claudio Schiavoni Matteo Cressoni Matteo Cairoli      | Mercedes-AMG LMGT3             | G     | 191  | +21 okrążeń  |
| 34            | LMGT3                    | #88 Proton Competition                   | Stefano Gattuso Giammarco Levorato Dennis Olsen       | Ford Mustang LMGT3             | G     | 191  | +21 okrążeń  |
| Nie ukończyli |                          |                                          |                                                       |                                |       |      |              |
|               | LMGT3                    | #21 Vista AF Corse                       | François Hériau Simon Mann Alessio Rovera             | Ferrari 296 LMGT3              | G     | 119  |              |
| LMGT3         | #27 Heart Of Racing Team | Ian James Zacharie Robichon Mattia Drudi | Aston Martin Vantage AMR LMGT3                        | G                              | 49    |      |              |

### Statystyki

#### Najszybsze okrążenie
| Klasa    | Kierowca       | Zespół               | Czas     | Okr. |
| -------- | -------------- | -------------------- | -------- | ---- |
| Hypercar | Antonio Fuoco  | #50 Ferrari AF Corse | 1:32,504 | 150  |
| LMGT3    | Clemens Schmid | #87 Akkodis ASP Team | 1:42,912 | 115  |
| Źródło   |                |                      |          |      |